# Krasnolit
Krasnolit (del ruso: Краснолит) es un posiólok del distrito Prikubanski de la ókrug urbano de Krasnodar del krai de Krasnodar, en el sur de Rusia. Está situado en las tierras bajas de Kubán-Azov, a orillas del río Sula, tributario del distributario Anguélinski del río Kubán, 16 km al noroeste del centro de Krasnodar. Tenía 277 habitantes en 2010
Pertenece al municipio Beriózovski.

## Historia
La localidad pasó a estar registrada como tal, tras surgir como viviendas del sovjós "Kolos", el 26 de octubre de 1972.